# L.A. (песня)
"L.A." — песня, написанная шотландской певицей Amy Macdonald, выпущенная в октябре 2007 года. Песня заняла 48 место в UK Singles Chart.

## Список композиций

### CD 1
1. "L.A." – 4:08
2. "Mr. Brightside" – 4:14

### CD 2
1. "L.A." – 4:05
2. "Mr Rock & Roll" (Live from King Tut's) – 3:26
3. "Footballer's Wife" (Live from King Tut's) – 3:32

### 7" винил
1. "L.A."
2. "Footballer's Wife" (Live from King Tut's)

## Музыкальное видео
Музыкальное видео было снято в  Малаге в Испании.
"L.A." музыкальное видео

## Чарты
| Чарт (2007)                     | Высшая позиция |
| ------------------------------- | -------------- |
| Великобритания (OCC UK Singles) | 48             |